# خالد الفضلی
خالد الفضلی (عربی: خالد الفضلي؛ زادهٔ ۱۵ مهٔ ۱۹۷۴) بازیکن فوتبال اهل کویت بود.
از باشگاه‌هایی که در آن بازی کرده‌است می‌توان به باشگاه ورزشی الکویت و باشگاه ورزشی کاظمه کویت اشاره کرد.
وی همچنین در تیم ملی فوتبال کویت بازی کرده‌است.